# 自由廣場 (葉里溫)

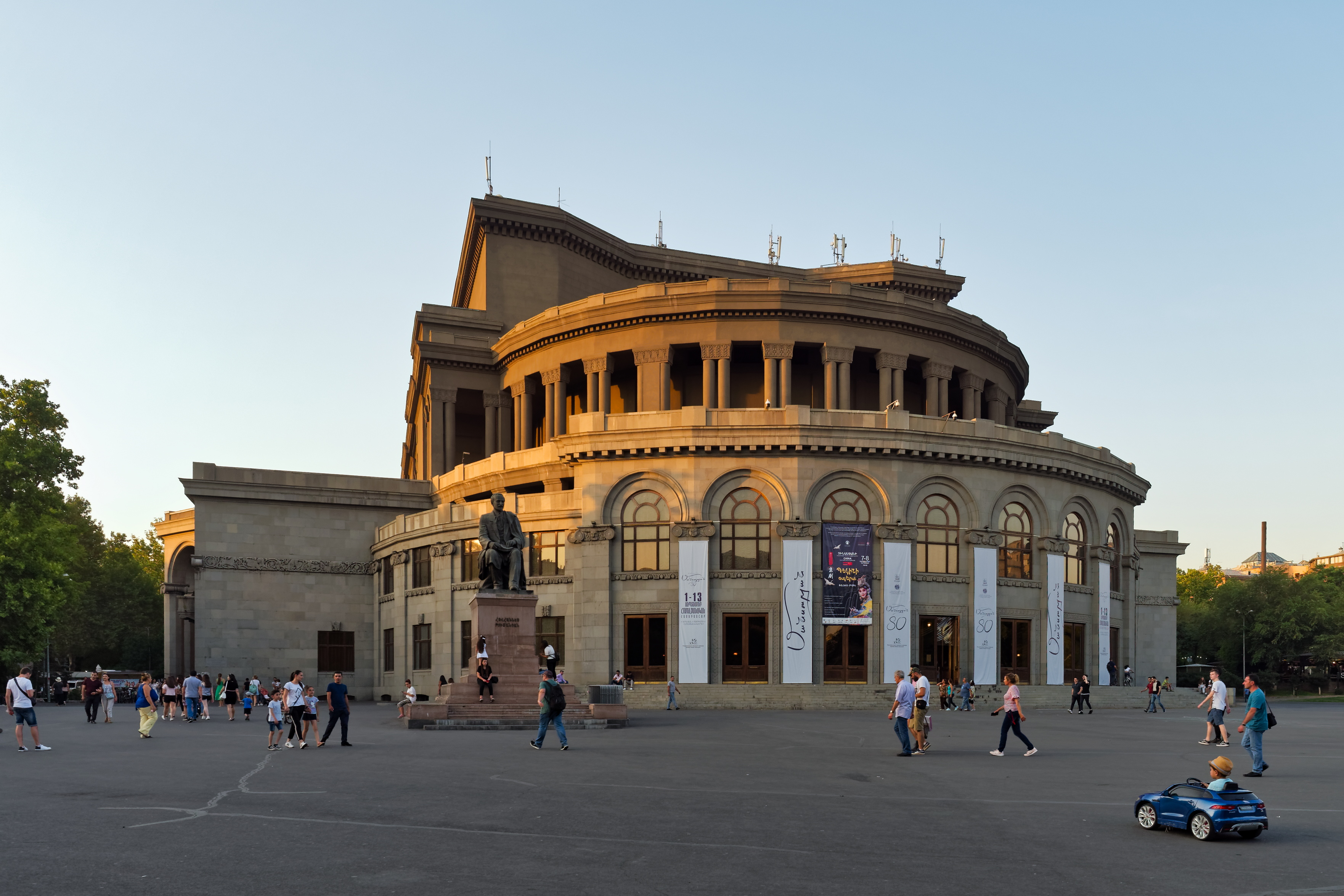
自由廣場

自由廣場又被稱為歌劇院廣場，是位於亞美尼亞首都葉里溫的一座廣場。自由廣場是葉里溫歌劇院建築群的一部分，和共和國廣場並為葉里溫的兩大廣場。自由廣場有亞美尼亞民主象徵之稱，是多次大規模集會的舉辦地。